# Torrecuso
Torrecuso ist eine italienische Gemeinde (comune) mit 3209 Einwohnern (Stand 31. Dezember 2023) in der Provinz Benevento in Kampanien. Die Gemeinde liegt etwa 12 Kilometer nordwestlich von Benevento. Torrecuso gehört zur Comunità Montana del Taburno. Die nordwestliche Gemeindegrenze bildet der Calore Irpino.

## Geschichte
Torrecuso wurde erstmals im 11. Jahrhundert als torum licusi erwähnt. Ab dem 13. Jahrhundert existierte eine Burg Finucchio, die 1349 durch ein Erdbeben zerstört wurde. 

## Verkehr
Durch die Gemeinde führt die Strada Statale 372 Telesina von Caianello nach Benevento.